# 铜(III)酸盐
铜(III)酸盐，又称高铜酸盐，是一类铜的含氧酸盐。在氧气中加热过氧化钾与氧化铜可制得铜(III)酸钾（KCuO
2），这是一种浅蓝色反磁性的物质，高于500℃时分解。氢氧化铜与浓氢氧化钠的混合溶液与次溴酸钠或者次氯酸钠反应，能生成红棕色的铜(III)酸钠（NaCuO
2）沉淀。碱土金属的铜(III)酸盐可以在碱性溶液中由铜(III)酸钠与氯化钡反应制得。
氟取代铜酸盐是已知的，如CsZnCuF6、K2LiCuF6、Na3CuF6等。
三氟甲基铜(III)酸盐也有报道，如[Ph4P][Cu(CF3)4]是无色晶体，对空气、水汽及光稳定。